# Alto Baudó
Alto Baudó là một khu tự quản thuộc tỉnh Chocó, Colombia. Thủ phủ của khu tự quản Alto Baudó đóng tại Pie de Pato Khu tự quản Alto Baudó có diện tích 1532 ki lô mét vuông. Đến thời điểm ngày 28 tháng 5 năm 2005, khu tự quản Alto Baudó có dân số 17394 người.